# Busted Stuff
Busted Stuff – piąty album zespołu rockowego Dave Matthews Band, wydany 16 lipca 2002 roku.
Album zadebiutował na pierwszym miejscu listy Billboard 200. Płyta ta choć wydana w roku 2002 zawiera materiał, który powstał w roku 2000 podczas ostatniej sesji nagraniowej z producentem trzech pierwszych płyt Dave Matthews Band – Stevenem Lillywhitem. Pierwotnie materiał ten miał ukazać się jako chronologicznie czwarta płyta zespołu, jednak na skutek wycieku większości materiału do internetu zespół postanowił zrezygnować z usług Lillywhite’a i nagrać kompletnie nowy materiał z innym producentem. Efektem tego zdarzenia było wydanie w 2000 roku oficjalnego albumu Everyday oraz ukazanie się w internecie nielegalnego materiału pod nazwą The Lillywhite Sessions. Zespół pierwotnie nie chciał wracać do muzyki nagranej podczas ostatniej sesji ze Stevenem Lillywhitem. Jednak ostatecznie, na skutek średnich ocen albumu Everyday oraz sporej presji fanów, Dave Matthews zdecydował się wydać muzykę, która trafiła na The Lillywhite Sessions. Album Busted Stuff jest powrotem do tradycyjnego, akustycznego brzmienia Dave Matthews Band i jest uznawany za udaną kontynuację drogi obranej na trzech pierwszych płytach zespołu. Busted Stuff jest jedyną płytą DMB, na której nie pojawili się żadni muzyczni goście. Największymi przebojami z albumu są piosenki Grey Street (utwór inspirowany życiem poetki Anne Sexton) oraz Where Are You Going – piosenka ta ukazała się również na ścieżce dźwiękowej do filmu Milioner z przypadku (Mr.Deeds).

## Lista utworów
1. "Busted Stuff" – 3:47
2. "Grey Street" – 5:07
3. "Where Are You Going" – 3:52
4. "You Never Know" – 5:53
5. "Captain" – 3:46
6. "Raven" – 5:37
7. "Grace Is Gone" – 4:38
8. "Kit Kat Jam" – 3:34
9. "Digging a Ditch" – 4:47
10. "Big Eyed Fish" – 5:04
11. "Bartender" – 8:31

## Wykonawcy biorący udział w nagraniu
- Dave Matthews – gitara akustyczna, śpiew
- Carter Beauford – instrumenty perkusyjne, chórki
- Stefan Lessard – gitara basowa, pianino
- LeRoi Moore – saksofony, flet, inne instrumenty dęte
- Boyd Tinsley – skrzypce, skrzypce elektryczne